# Championnat du Botswana de football 2006-2007
Navigation
Saison précédente Saison suivante
La saison 2006-2007 du Championnat du Botswana de football est la quarante-deuxième édition du championnat de première division au Botswana. Les seize meilleures équipes du pays sont regroupées au sein d’une poule unique où ils s’affrontent deux fois au cours de la saison, à domicile et à l’extérieur. En fin de saison, les deux derniers du classement sont relégués et remplacés par les deux meilleurs clubs de deuxième division tandis que le 14e doit affronter le 3e de D2 en barrage de promotion-relégation.
C'est le club d’ECCO City Green qui est sacré cette saison après avoir terminé en tête du classement final, avec cinq points d’avance sur Mochudi Centre Chiefs et dix sur Botswana Defence Force XI. Il s’agit du tout premier titre de champion du Botswana de l’histoire du club.

## Qualifications continentales
Le champion du Botswana se qualifie pour la Ligue des champions de la CAF 2008 tandis que le vainqueur de la coupe nationale obtient son billet pour la Coupe de la confédération 2008.

## Les clubs participants
| - Township Rollers - Police XI - Mochudi Centre Chiefs - Jwaneng Comets - Promu de D2 - TASC - Notwane FC - Botswana Defence Force XI - Prisons XI | - ECCO City Green - Nico United - FC Satmos - Botswana Meat Commission FC - Lobtrans Gunners - Gaborone United - TAFIC FC - Promu de D2 - União Flamengo Santos - Promu de D2 |

## Compétition
Le barème utilisé pour établir le classement est le suivant :
- Victoire : 3 points
- Match nul : 1 point
- Défaite : 0 point

### Classement
| Rang | Équipe                       | Pts | J  | G  | N  | P  | Bp | Bc | Diff |
| ---- | ---------------------------- | --- | -- | -- | -- | -- | -- | -- | ---- |
| 1    | ECCO City Green              | 67  | 30 | 21 | 4  | 5  | 65 | 37 | +28  |
| 2    | Mochudi Centre Chiefs        | 62  | 30 | 19 | 5  | 6  | 72 | 36 | +36  |
| 3    | Botswana Defence Force XI    | 57  | 30 | 16 | 9  | 5  | 43 | 25 | +18  |
| 4    | Gaborone United              | 48  | 30 | 14 | 6  | 10 | 41 | 43 | -2   |
| 5    | Police XIT                   | 46  | 30 | 12 | 10 | 8  | 47 | 42 | +5   |
| 6    | Botswana Meat Commission FCC | 44  | 30 | 11 | 11 | 8  | 32 | 28 | +4   |
| 7    | Notwane FC                   | 42  | 30 | 11 | 9  | 10 | 49 | 36 | +13  |
| 8    | Township Rollers             | 42  | 30 | 11 | 9  | 10 | 43 | 36 | +7   |
| 9    | TAFIC FCP                    | 38  | 30 | 10 | 8  | 12 | 40 | 45 | -5   |
| 10   | Nico United                  | 35  | 30 | 8  | 11 | 11 | 38 | 46 | -8   |
| 11   | União Flamengo SantosP       | 35  | 30 | 10 | 5  | 15 | 37 | 47 | -10  |
| 12   | TASC FC                      | 34  | 30 | 9  | 7  | 14 | 37 | 44 | -7   |
| 13   | Lobtrans Gunners             | 31  | 30 | 7  | 10 | 13 | 31 | 40 | -9   |
| 14   | Jwaneng CometsP              | 31  | 30 | 7  | 10 | 13 | 28 | 40 | -12  |
| 15   | Prisons XI                   | 24  | 30 | 5  | 9  | 16 | 27 | 47 | -20  |
| 16   | FC Satmos                    | 19  | 30 | 4  | 7  | 19 | 24 | 64 | -40  |

|  | Champion du Botswana 2006-2007                                            |
|  | Participation à la poule de promotion-relégation                          |
|  | Relégation directe en deuxième division                                   |
|  | T : Tenant du titre C : Vainqueur de la Coupe du Botswana P : Promu de D2 |

### Matchs

#### Poule de promotion-relégation
Le 14e de première division retrouve les seconds des poules Nord et Sud de deuxième division. Seule la meilleure équipe se maintient ou accède à la St Louis Premier League.
| Rang | Équipe                     | Pts | J | G | N | P | Bp | Bc | Diff |  | Résultats (▼ dom., ► ext.) | Jwa | Nau | Mot |
| ---- | -------------------------- | --- | - | - | - | - | -- | -- | ---- |  | -------------------------- | --- | --- | --- |
| 1    | Jwaneng Comets             | 10  | 4 | 3 | 1 | 0 | 13 | 2  | +11  |  | Jwaneng Comets             |     | 2-2 | 2-0 |
| 2    | Naughty Boys Tlokweng (D2) | 7   | 4 | 2 | 1 | 1 | 8  | 8  | 0    |  | Naughty Boys Tlokweng (D2) | 0-5 |     | 2-1 |
| 3    | Motlakase Palapye (D2)     | 0   | 4 | 0 | 0 | 4 | 1  | 12 | -11  |  | Motlakase Palapye (D2)     | 0-4 | 0-4 |     |

## Bilan de la saison
| Championnat du Botswana de football 2006-2007 |                             |
| Champion                                      | ECCO City Green (1er titre) |
| Coupes et trophées                            |                             |
| Vainqueur de la Coupe du Botswana 2006-2007   | Botswana Meat Commission FC |
| Qualifications continentales                  |                             |
| Ligue des champions de la CAF 2008            | Aucun                       |
| Coupe de la confédération 2008                | Aucun                       |
| Promotions et relégations                     |                             |
| Promus en Premier League                      | Mogoditshane Fighters       |
| Promus en Premier League                      | Boteti Young Fighters       |
| Relégués en Second Division                   | Prisons XI                  |
| Relégués en Second Division                   | FC Satmos                   |